# Nicholas Kratzer

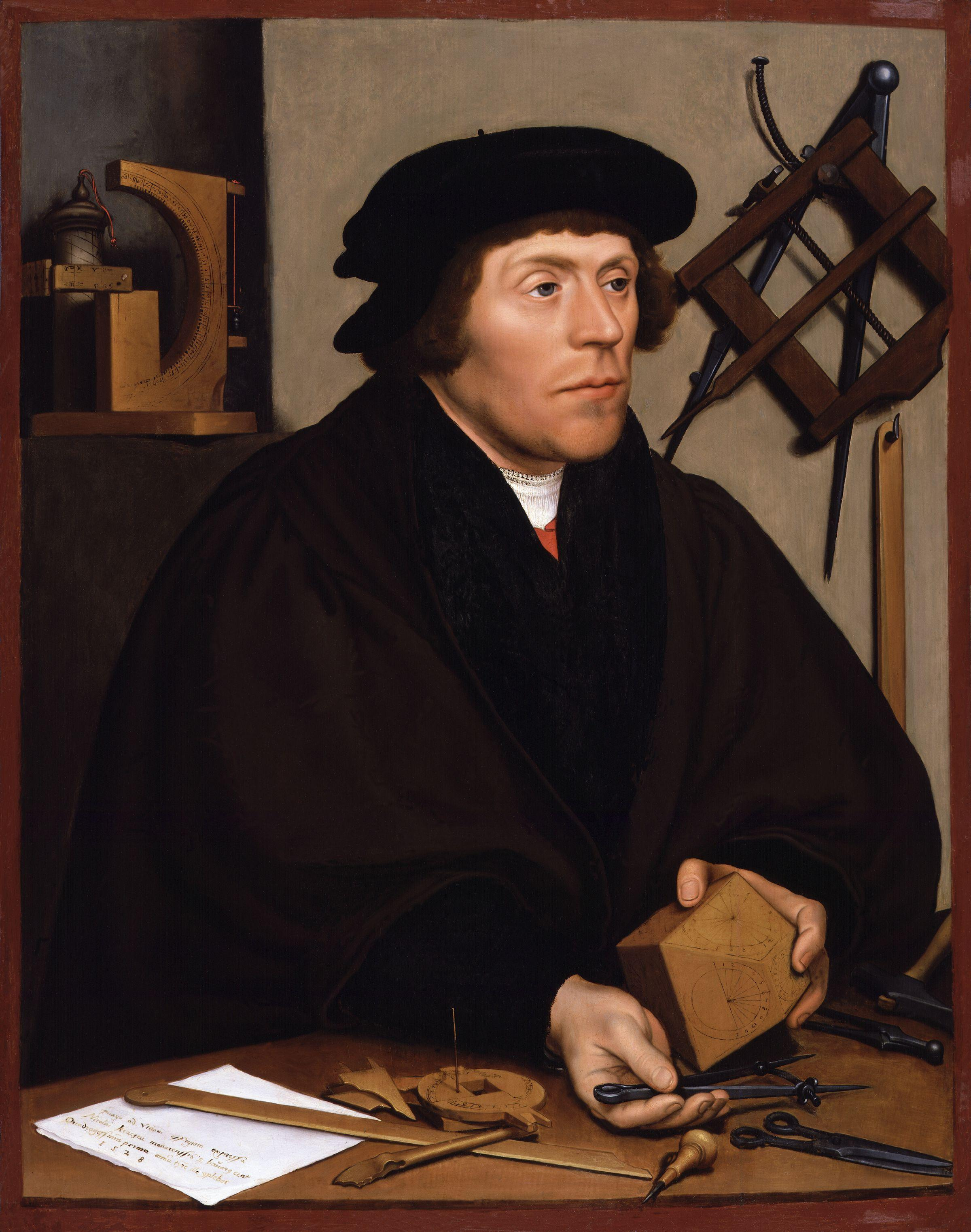
Portret Kratzera autorstwa Hansa Holbeina młodszego

Nicholas Kratzer (ur. 1487 w Monachium, zm. 1550 w Oksfordzie) – niemiecki matematyk, astronom i zegarmistrz działający głównie w Anglii.

## Prace
- Canones Horopti, 1520
- Nicolai Krazeri liber de compositione horologiorum
- Astrolabii alierumque instrumentorum mathematoricorum, figuris perquam illustratis